# Ярус (геоботаніка)
Я́рус — елемент вертикальної структури фітоценозу. Яруси розрізняються візуально по неоднорідності вертикального розподілу фітомаси. Виділяють ярусність надземну і підземну. Завдяки ярусному розташуванню рослин в угрупованнях повніше використовуються природні умови (світло, тепло, ґрунт). Від приналежності до певного ярусу залежить життєвість, оскільки екологічні умови на різних ярусах неоднакові.

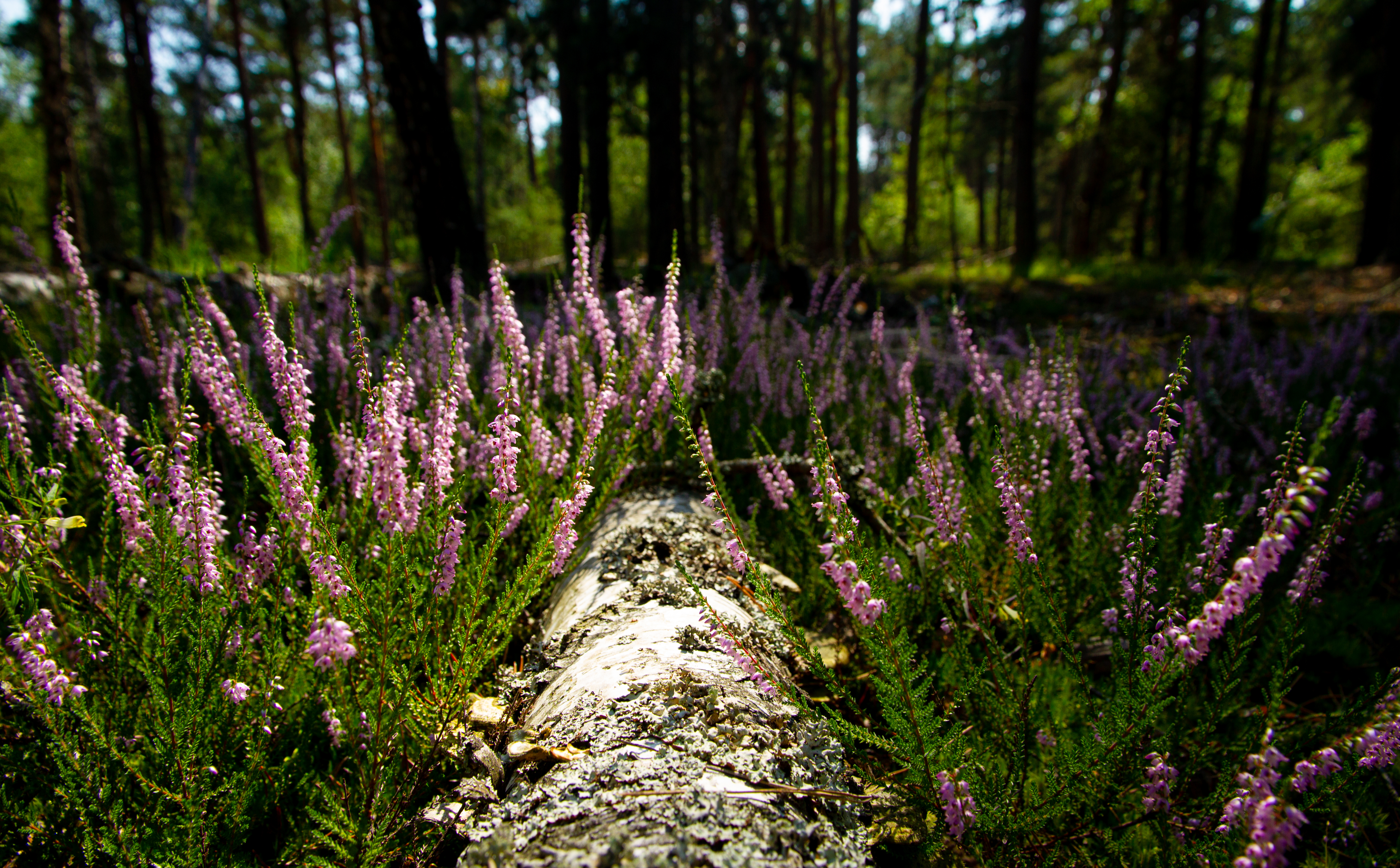
Трав'яний ярус (верес у Чорнобольському біосферному заповіднику)

У лісах яруси утворені рослинами окремих життєвих форм (за Серебряковим), виділяють такі яруси:
- ярус A — деревостан (ярус дерев);
- ярус B — підлісок (ярус чагарників);
- ярус C — трав'яний (ярус трав'янистих рослин);
- ярус D — мохово-лишайниковий ярус.

Верхні яруси своїми зімкненими кронами утворюють т. зв. намет лісу. Одним з важливих показників лісового намету є ступінь горизонтального зімкнення крон. Ступінь зімкнення крон ֪— це відношення площі, затіненої кронами, до загальної площі ділянки. Даний показник оцінюється візуально, виражається в десятих частках одиниці (або у відсотках).
Для трав'яних угруповань і трав'яного ярусу лісу однією з характеристик є певний аспект — це зовнішній вигляд фітоценозу (його фізіономічності, забарвлення), що змінюється відповідно до чергуванням фаз розвитку рослин і пір року.
Зовнішньою характеристикою є велика кількість — це кількість особин певного виду рослини в межах даного рослинного покриву пробних майданчиків. Визначення чисельності особин можна робити шляхом безпосереднього підрахунку або шляхом використання суб'єктивної окомірной оцінки. Прийнято для визначення великої кількості використовувати п'ятибальною шкалою німецького вченого О. Друде.
Виразні яруси можна побачити не у всіх фітоценозах, вона більш характерна для лісів. Найбільш розвинена у вологих тропічних лісах, простіша у бідніших та суворіших екологічних умовах.

## Ярусність угруповань
Ярусність угруповань — вертикальне (поверхове) розшарування рослинного угруповання на яруси. Зумовлена різними потребами рослин в сонячному світлі, воді і поживних речовинах, властивостями кореневих систем, особливостями субстрату. Рослини верхніх ярусів більш конкурентні, світлолюбні, краще пристосовані до коливань температури і вологості. Під їх кронами створюються умови слабкої освітленості, стабільної температури, вологості і розвитку ярусів з більше тіньолюбних видів рослин. Завдяки ярусності щільніше заселяється простір угруповань. Розрізняють ярусність надземну (розміщення органів рослин на різних висотах над поверхнею ґрунту) і ярусність підземну (на різних глибинах у ґрунті). Розрізняють приземний (криптогамний), трав'яний, чагарниковий і деревний яруси.